# ليكرجوس أثينا
ليكرجوس أو ليكورجوس (/laɪˈkɜːrɡəs/، لغة إغريقية: Λυκοῦργος Lykourgos، حوالي 390 – 324 ق.م) كان مُمل (Logographer (legal)) في اليونان القديمة. وكان واحداً من عشرة خطباء أغريقين (Attic orators) شملهم نص «كانون السكندري» جمعها أريستوفانيس بيزنطة (Aristophanes of Byzantium) و أريستارخوس ساموثريس (Aristarchus of Samothrace) في القرن الثالث قبل الميلاد.
ولد ليكرجوس في أثينا حوالي 390 ق.م، وكان ابن ليكوفرون، الذي ينتمي إلى عائلة أيبوتادياي النبيلة. لا ينبغي الخلط بينه وبين المشرع الإسبرطي شبه الأسطوري الذي يحمل نفس الاسم.

## روابط خارجية
- ليكرجوس أثينا على موقع الموسوعة البريطانية (الإنجليزية)

- ليكرجوس، Against Leocrates (كل من النص اليوناني والترجمة الإنكليزية في Perseus)